# David Ashworth
David George Ashworth (Blackpool, 2 giugno 1867 – Blackpool, 23 marzo 1947) è stato un allenatore di calcio inglese.

## Carriera
Divenne il primo allenatore nella storia dell'Oldham Athletic nel 1906, trascorrendo lì otto anni prima di passare alla guida dello Stockport County nel 1914, rimanendo con loro per tutta la durata della Prima guerra mondiale.
Nel 1920 fu nominato nuovo tecnico del Liverpool ottenendo un quarto posto in classifica al suo primo anno di gestione.
Nel 1923 ritorna all'Oldham Athletic che si trovava ultimo in classifica e che concluse la stagione con la retrocessione, mentre il Liverpool riuscì a vincere il campionato a cinque punti di distacco dalla seconda.
Ashworth rimase sulla panchina del club per un altro anno prima di diventare il nuovo tecnico del Manchester City, ma si dimise ad inizio 1925 a causa del suo rendimento in panchina. L'anno successivo diventa il nuovo tecnico del Walsall dove rimarrà alla guida fino al 1927, data in cui annuncerà il suo ritiro dalle attività manageriali.

## Statistiche
| Club             | Da      | A       | Partite | Partite | Partite    | Partite | Partite |
| Club             | Da      | A       | Totale  | Vinte   | Pareggiate | Perse   | %       |
| ---------------- | ------- | ------- | ------- | ------- | ---------- | ------- | ------- |
| Oldham Athletic  | 1906    | 1914    | 283     | 126     | 67         | 90      | 44.52   |
| Stockport County | 1914    | 1919    | 61      | 25      | 12         | 24      | 40.98   |
| Liverpool        | 1920    | 1922    | 58      | 25      | 14         | 9       | 43.1    |
| Oldham Athletic  | 1923    | 1924    | 63      | 20      | 22         | 21      | 31.75   |
| Manchester City  | 1924    | 1925    | 56      | 20      | 13         | 23      | 35.71   |
| Walsall          | 1926    | 1927    | 42      | 16      | 9          | 17      | 38.1    |
| Totale           | 1906–27 | 1906–27 | 563     | 232     | 137        | 184     | 41.2    |

## Palmarès
- Campionato inglese: 1

Liverpool: 1921-1922